# 庫登湖
53°57′17″N 9°12′24″E / 53.95472°N 9.20667°E

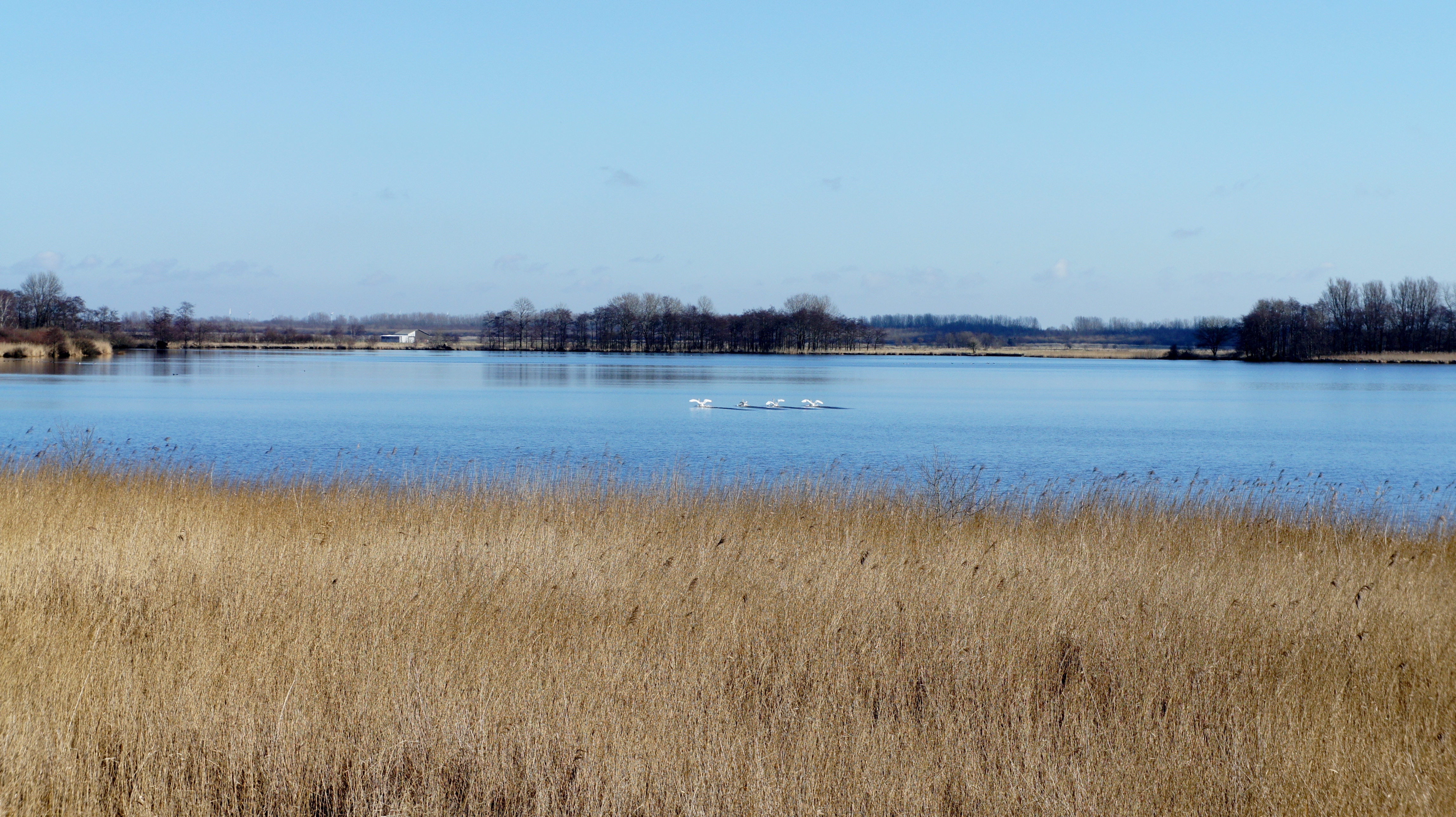

庫登湖（德語：Kudensee），是德國的湖泊，位於該國北部石勒蘇益格-荷爾斯泰因州，由迪特馬申縣負責管轄，面積0.4平方公里，平均水深0.9米，最大水深1.2米，水體容量36.4萬立方米。